# KrAZ
KrAZ (ukrajinski, Kr emenchutskyi A vtomobilnyi Z avod, AvtoKrÁZ ili AvtoKrAZ) je ukrajinska tvornica koja proizvodi kamione i druga vozila posebne namjene u Kremenčuku, Ukrajina, posebno teške terenske modele. Tvornica je osnovana kao holding tvrtkakoja objedinjuje nekoliko drugih tvornica diljem zemlje i time postalo industrijsko krilo financijsko-industrijske grupe "Financije i kredit" koja također drži Banku Financije i kredit.

## Povijest

### Sovjetsko doba
KrAZ je osnovan 31. kolovoza 1945. kada je Narodni komesarijat za prometne puteve izdao nalog za izgradnju tvornice mehaničkih mostova u Kremenčuku. Kamen temeljac položen je 1946. godine, a u sljedećih osam godina proizvedeno je oko 600 mostova ukupne dužine oko 27 km za korištenje na rijekama Dnjepar, Moskva, Dnjestar, Volga i Zapadna Dvina itd. Godine 1956. tvornica je proizvodila kombajne i druge poljoprivredne strojeve. Tvornica je proizvela je 11000 poljoprivrednih strojeva u prve dvije godine svog postojanja.

### Ukrajinsko doba
U ožujku 1993. 750000-ti kamion je sastavljen u glavnom pogonu za montažu KrAZ.
KrAZ je registriran kao holding tvrtka u lipnju 1996. Godine 1996. godišnja proizvodnja tvrtke iznosila je ukupno 1919 kamiona.
Godine 2010. godišnja proizvodnja tvrtke iznosila je ukupno 1002 kamiona.
U studenom 2014. ukrajinska vlada naručila je 1200 vozila i 200 oklopnih transportera. Ugovor je bio vrijedan milijardu UAH (64.267.360,00 USD).
KrAZ je 19. svibnja 2021. potpisao trogodišnji ugovor za opskrbu Zapovjedništva kopnene vojske Sjedinjenih Država teškim teretnim vozilima 4x4 i rezervnim dijelovima.

## Proizvodi

### Civilna vozila
- KrAZ-214 – teretni kamion 6×6, dvotaktni dizel motor
- KrAZ-219 – 6×4, dvotaktni dizel motor
- KrAZ-222 – kiper 6×4, dvotaktni dizel motor
- KrAZ-250 – 6×4
- KrAZ-255 – teretni kamion 6×6, četverotaktni dizel
- KrAZ-256 – kiper 6×4, četverotaktni dizel
- KrAZ-260 – 6×6
- KrAZ-5133B2 – 4×2 – 330 KS (246 kW)
- KrAZ-5401 – 4×2 – 312 hp (233 kW)
- KrAZ-6510 – 4×4 ili 6×4 – 240 KS (179 kW) motor
- KrAZ-65055 – 6×6 – 330 KS (246 kW) motor
- KrAZ-65032 – kamioni s pogonom na sve kotače 6×6 – 330 KS (246 kW)
- KrAZ-6130S4 – kamioni s pogonom na sve kotače 6×6 – 330 KS (246 kW)
- KrAZ-7133S4 – 4-osovinski (8×4) damperi
- KrAZ-7140 – 4-osovinski (8×6)
- KrAZ-65053 – 330 KS (246 kW)
- KrAZ-7634 - pogon na sve kotače 8×8 - 400 hp (298 kW)
- KrAZ V12.2MEH – 6×6

### Šasije
Dizajnirani da budu opremljeni različitom karoserijskom opremom za korištenje po asfaltiranim i zemljanim cestama.
- KrAZ-257 – 6×4, četverotaktni dizel
- KrAZ-5133H2 – 4×2 – 330 KS (246 kW)
- KrAZ-5233 H2 – 4×2 – 330 KS (246 kW)
- KrAZ-5233 HE tip 1 i 2 – 4×4 330 KS (246 kW) (uporaba izvan cesta)
- KrAZ-6322 tip 1, 2 i 3 – 6×6 – 330 KS (246 kW)
  - KrAZ-6322 1 tip 2 – 6×6 – 330 KS (246 kW) (uporaba izvan cesta)
  - KrAZ-6322 1 tip 3 – 6×6 – 330 KS (246 kW)
- KrAZ-65053 – 6×4 – 330 KS (246 kW)
- KrAZ-65101 – 6×4 – 240 KS (179 kW)
- KrAZ-7133H4 – 8×4 – 330 KS (246 kW)
- KrAZ-7140 H6 – 8×6 – 400 hp (298 kW) (uporaba izvan cesta)
- KrAZ H12.2 – 4×2 – 312 hp (233 kW)
- KrAZ N23.2 – 6×4 – 362 KS (270 kW)
  - KrAZ N23.2M – 6×4 – 362 KS (270 kW)
  - KrAZ N23.2R – 6×4 – 362 KS (270 kW)

### Polutraktori
- KrAZ-221 – 6×4, dvotaktni dizel motor
- KrAZ-250V
- KrAZ-255V
- KrAZ-258 – 6×4, četverotaktni dizel
- KrAZ-5444 – 2-osovinski – 330 KS (246 kW)
- KrAZ-6140TE – 3-osovinski – 400 hp (298 kW)
- KrAZ-6443 – 3 osovine
- KrAZ-6444 – 3 osovine
- KrAZ-6446 – 3 osovine
- KrAZ-64431 – 3 osovine

### Vojna vozila
- KrAZ-5233 BE 4×4 – 330 KS (246 kW)
- KrAZ-6322 6×6 – 330 KS (246 kW)
- KrAZ-6135B6 6×6 – 350 hp (261 kW)
- KrAZ-6446 6×6 – 330 KS (246 kW)

### Vozila za posebne namjene
- KrAZ-255L – kamion za drva
- KrAZ-6133M6 – kamion za drva
- KrAZ-64372 – kamion za drva
- KrAZ-6233R4 – kamion mješalica za beton
- KrAZ-6333R4 – kamion mješalica za beton
- KrAZ-7133R4 – kamion mješalica za beton
- KrAZ-65055DM – kiper/snježni plug (komunalni)

### Oklopna vozila
- KrAZ Spartan – 4×4, baziran na Fordu F550
- KrAZ Puma[7] – 4×4, baziran na Toyoti Land Cruiser 79
- KrAZ-ASV Panter – MRAP na bazi KrAZ-5233 ili KrAZ-6322
- KrAZ-MPV Šrek – MRAP temeljen na KrAZ-5233
- KrAZ Fíona  – 6×6 MRAP na bazi KrAZ-6322
- KrAZ-6322 Raptor – 6×6
- KrAZ Uragan – 8×8 MRAP temeljen na KrAZ H27.3 (KrAZ-7634)
- KrAZ Konvoj – 4×4/6×6/8×8 oklopna šasija s kabinom/platformom

## Galerija
- KrAZ Šrek
- KrAZ-214
- PMP-pontonski-most-latrun-2
- KrAZ-255 s TMM sklopivim mostom
- Kraz255b
- KrAZ-260
- Kamioni iračke vojske KrAZ-6322
- KrAZ-6446 u ukrajinskoj vojnoj službi
- KrAZ Spartan
- KrAZ Puma
- KrAZ Kobra